# Verbandsgemeinde Pellenz
La comunità amministrativa di Pellenz (Verbandsgemeinde Pellenz) si trova nel circondario di Mayen-Coblenza nella Renania-Palatinato, in Germania.

## Comuni
Fanno parte della comunità amministrativa i seguenti comuni:
| Comune, città            | Sup. (km²) | Abitanti |
| ------------------------ | ---------- | -------- |
| Kretz                    | 4,18       | 713      |
| Kruft                    | 18,18      | 4 466    |
| Nickenich                | 16,56      | 3 593    |
| Plaidt                   | 9,39       | 5 841    |
| Saffig                   | 6,97       | 2 190    |
| Verbandsgemeinde Pellenz | 55,27      | 16 803   |

(Abitanti al 31 dicembre 2021)